# لورين بوروز
لورين بوروز (بالإنجليزية: Lorraine Burroughs)‏ هي ممثلة بريطانية، ولدت في 1981 في برمنغهام في المملكة المتحدة.

## وصلات خارجية
- لورين بوروز على موقع IMDb (الإنجليزية)
- لورين بوروز على موقع ألو سيني (الفرنسية)
- لورين بوروز على موقع قاعدة بيانات الفيلم (الإنجليزية)